# باسغاه هوديان
باسغاه هوديان (بالإنجليزية: Pasgah Hudian)‏ هي منطقة سكنية تقع في سيستان وبلوتشستان في إيران. يقدر عدد سكانها بـ 322 نسمة .